# Armazém 42
Armazém 42 é um estúdio de gravação e pós-produção áudio, sediado em Lisboa,  localizado na Av. Marechal Gomes da Costa, nas instalações da antiga Tabaqueira, junto das instalações da RTP e RDP.

## Fundadores
O estúdio Armazém 42 foi fundado em 2006 pelos músicos e compositores Paulo Abelho (Sétima Legião, Golpe de Estado, BCN e Cindy Kat e João Eleutério (Comboio Fantasma, BCN e Cindy Kat), na sequência do trabalho que já vinham a realizar no âmbito da produção musical, e onde passaram a desenvolver também os seus projectos musicais como compositores e músicos.
O estúdio Armazém 42 reutilizou as instalações do Ex. Estúdio Musika e da Editora Transformadores, e é actualmente propriedade da empresa portuguesa Armazém 42 - Estúdio de gravação, Aluguer de equipamentos e serviços, Lda.,

## Direção Técnica
Paulo Abelho e João Eleutério são os  Diretores Técnicos do estúdio.

## Missão
O estúdio tem por missão a gravação/produção discográfica, produção/pós-produção áudio para vídeo e cinema assim como ao aluguer de equipamentos e prestação de serviços na área do espectáculo e eventos.
Nos estúdios Armazém 42 são realizados trabalhos de produção discográfica e trabalhos para a televisão, rádio, cinema, teatro e outros.
Pelo estúdio têm passado alguns nomes importantes da música nacional e internacional, tais como José Mário Branco, Rodrigo Leão, Mafalda Arnauth, Quinteto Tati, Rádio Macau, Adriana Calcanhoto entre outros

## Destaque de produções realizadas
Discografia
- 2006 - CD - Cindy Kat Vol 1 - (Universal Music, Portugal, 2006)[2]
- 2007 - CD Álbum -Portugal, Um retrato Social de Rodrigo Leão-(Sony Music, Portugal, 2007)[3]
- 2011 - CD e DVD - A montanha mágica de Rodrigo Leão- (Sony Music, Portugal, 2011)- Gravação e Mistura[4][5]

Teatro
- 2009 - Deus. Pátria. Revolução - Musical - 2009- Gravação em Estúdio[6]

Televisão
- 2008 - Programa “Quilómetro Zero” para a RTP 2. Série de programas (concebido e apresentado por JP Simões de divulgação da nova música portuguesa, transmitidos, grande vencedor do Festival de Documentário Grande Angular, em 2009. - Captação, mistura e Pós-Produção Áudio[7]
- 2011 - Série "Nós e os clássicos", Sobre os grandes clássicos da literatura portuguesa, para a SIC Notícias[8]

Rádio
- 2011 - Concertos de Bolso - Antena 3 entrevistas de Henrique Amaro - Gravações em estúdio[9]

 Cinema 
- 2010 - filme do Desassossego de João Botelho - Ar de Filmes 2010 - Montagem de Som[10]

 Documentários 
- 2006 – Portugal. Um retrato Social, da autoria de António Barreto, realizada por Joana Pontes (RTP, 2006) e banda sonora de Rodrigo Leão - Gravação da série de documentários de António Barreto
- 2010 - Ilha da Cova da Moura, documentário de Rui Simões sobre o bairro da Cova da Moura na Amadora - Som

Som ao vivo
- Tours de Rodrigo Leão / PA e Backline
- Tour - Rey Fado - António Chainho e Rão Kyao / Monitores
- Tour de Ludovico Enaudi / Monitores